# El-Djazaïr (chaîne hôtelière)
El-Djazair est une chaîne d'hôtels algérienne.

## Réseau hôtelier
La chaine El-Djazair dispose de cinq hôtels:
- Hôtel El Djazaïr à Alger
- Hôtel Gourara à Timimoun
- Hôtel Taghit à Béchar
- Hôtel Le Caid à Bou Saâda
- Hôtel Kerdada à Bou Saâda